# Muzaka

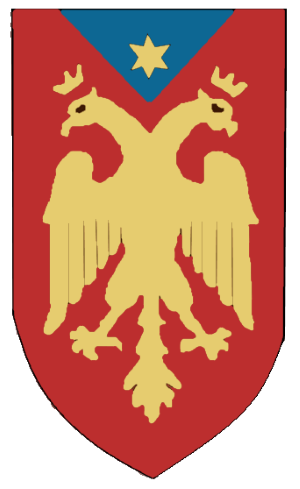
Stemma della famiglia Muzaka

I Muzaka (anche Musachi, Musacchia, Musacchio, Musajo o Mustacchi) erano una famiglia nobile albanese che controllava i territori della Musacchia (Albania Centrale) durante il Tardo Medioevo. Secondo alcuni autori, si sarebbe potuto trattare, in origine, di una specifica tribù.

Quando l'Albania venne conquistata dagli ottomani, vittoriosi nella Battaglia dei Campi Sauriani (1385), i Muzaka iniziarono a servire in qualità di feudatari i conquistatori. Nel 1444, Teodoro III Musachi si schierò al fianco di Giorgio Castriota Scanderbeg e si ribellò ai turchi. Quando la resistenza albanese cade nell 1478, diversi membri della dinastia si rifugiarono in Italia mentre quelli che restarono in Albania persero i loro diritti feudali. Alcuni membri dei Muzaka si convertirono all'Islam e servirono come ufficiali gli ottomani raggiungendo anche alte cariche.

## Storia

### Origini
I Muzaka sono ricordati come una delle più importanti famiglie albanesi. Secondo lo storico Skënder Anamali, la dinastia ebbe la sua origine nel villaggio di Maliq-Opar, vicino Coriza, descritto dal cronista rinascimentale Giovanni Musachi come una comunità popolata da genti slave. La stessa fonte asserisce che i Muzaka presero il loro nome dalla regione della Musacchia, così chiamata perché anticamente popolata dalla tribù Epirota dei Molossi il cui nome venne "corrotto" in Molosachi/Musachi. Lo stemma della famiglia era un'aquila bicipite.

### Medioevo

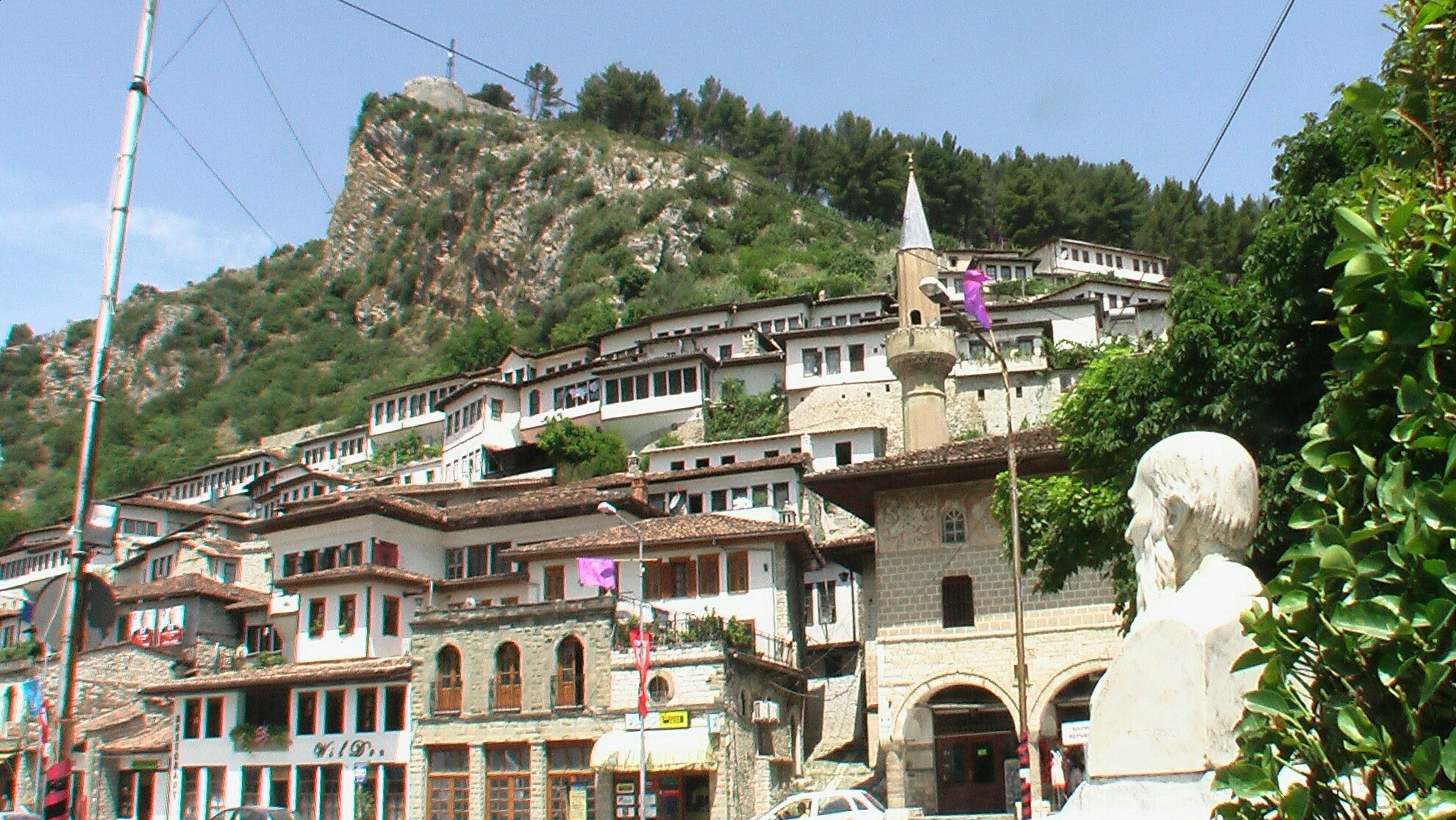
La città di Berat, centro della signoria dei Muzaka nel Tardo Medioevo.

La prima menzione ufficiale dei Muzaka nelle cronache dei bizantini data al 1090, quando la famiglia viene descritta da Anna Comnena come leale al padre, il basileus Alessio I Comneno.
Durante tutto il XIII e XIV secolo, la famiglia si mantiene fedele a Costantinopoli, resistendo alle ingerenze del Regno di Serbia e garantendosi il controllo sulle terre comprese tra il fiume Devoli e la Voiussa. Giovanni I Musachi si oppose all'invasione angioina dell'Albania, venendo catturato (1279) da Carlo I d'Angiò che risolse comunque di liberarlo dietro pressione da parte della restante nobiltà albanese. L'erede di Giovanni, Andrea I Musachi (regno 1280—1313) venne nominato sebastocratore dallo stesso Carlo, intenzionato a garantirsi una locale base di potere.
Andrea II Musachi comandò il clan, tra alterne vicende, dal 1319 al 1372. Nel 1335 ottenne il titolo di Despota mentre altri membri della consorteria continuavano a militare tra i ranghi dell'amministrazione bizantina. Non appena nominato Despota, Andrea risolse però di tradire i bizantini aprendo una rivolta che si sarebbe conclusa solo nel 1341. Pressato dall'ingerenza dell'erigendo impero serbo di Stefano Uroš IV Dušan, Andrea si alleò con gli angioini, sottomettendosi a Roberto di Taranto il 30 dicembre 1336 ed inviando il figlio in ostaggio a Durazzo, da poco riconquistata ai serbi. Seppure Dušan estese il suo controllo sull'Albania, occupando Kanina e Valona tra il 1337 ed il 1345
, i Muzaka riuscirono a scampare le loro terre dall'annessione sconfiggendo i serbi presso il monte Peristeri nel 1340..
Nel 1396, i Muzaka assunsero il controllo della città di Berat, facendono la capitale di una signoria autonoma, il Principato di Berat. Entro il 1417, Berat e le sue dipendenze erano però state annesse all'Impero ottomano.

## Membri illustri
- Andrea I Musachi (1280-1319), sebastocratore
- Teodoro I Musachi (1319-1331)
- Andrea II Musachi (1331-1372)
- Teodoro II Musachi (1372-1389)
- Teodoro III Musachi (...-1449)
- Lorenzo Musacchio (2007)
- Maria Musachi[17], prima moglie di Giorgio Arianiti[18] e madre di Donika Kastrioti, moglie di Scanderbeg.
- Giovanni Musachi, autore della Breve memoria de li discendenti de nostra casa Musachi
- Kurt Ahmed Pascià (...-1787), signore di Berat.

### Fonti
- Comnena, Anna (1148), Alessiade.
- Musachi, Giovanni (1515), Breve memoria de li discendenti de nostra casa Musachi, ed. Hopf, Karl [a cura di] (1873), Chroniques gréco-romaines, Parigi, pp. 270–340.
- Giovan Francesco Paci, Napoli 1725, "Teatro della Nobiltà dell'Europa ovvero notizia delle Famiglie Nobili che in Europa vivono di presente, e che in lei vissero prima" (pag.82);
- Francesco Tajani, 1886, "Le Istrorie Albanesi" epoca seconda - capo secondo;
- Domenico Massafra e Cristina Guarnieri, Bari 2002, Quaderni Soprintendenza Archivistica per la Puglia, "La Selva d'Oro del Cirullo Monopolitano";
- Nada Zecevic, Goldsmiths University of London, Barcellona 2021, "Mediterranean Towns: mobility and displacement of people - Genealogy, prosopography and networks: on the social capital of the balkan emigres to the kingdom in Naples. Albanian kindreds Musachi, Arianiti and Bua."
- Evelyne Patlagean, Bari 2009, "Un Medioevo greco - Bisanzio tra IX e XV secolo";
- Annastella Carrino, Bari 1995, "Parentela, Mestiere, Potere, Gruppi sociali in un borgo meridionale di antico regime (Mesagne: secoli XVI-XVIII)" ISBN 8872281393;
- Rosario Jurlaro, Ed. del Centro librario, 1970, Volume 7 di Quaderni di cultura, "I Musachi despoti d'Epiro: "in Puglia a salvamento";

### Studi
- Anamali, Skënder (2002), Historia e popullit shqiptar në katër vëllime, v. 1, Botimet Toena, pp. 252–255.
- Robert Elsie, A Biographical Dictionary of Albanian History, 2012, ISBN 978-1-78076-431-3.
- Fine, JVA (1994), The Late Medieval Balkans: A Critical Survey from the Late Twelfth Century to the Ottoman Conquest, University of Michigan Press, ISBN 978-0-472-08260-5.